# 鈴木みらい
鈴木 みらい（すずき みらい、1980年7月12日 - ）は日本の女性歌手、シンガーソングライター。東京都出身。ユニバーサルミュージック所属。実体験を基にして、切ない女性の心情を絶妙に描き出したラブソングを歌う。父は歌手・角川博、母は女優・津山登志子。

## ディスコグラフィ

### シングル
- 4 seasons（2006年、UPCH-5372）

### ミニアルバム
- mi・ra・i...（2005年、DTJR-05041）

### アルバム
- Star（2006年09月06日、UPCH-1518、DVD同梱盤UPCH-9271）